# Heping, Yunxiao
Heping (kinesiska: 和平)  är en socken i sydöstra Kina. Den ligger i Yunxiao härad i staden Zhangzhou i provinsen Fujian, omkring 310 kilometer sydväst om provinshuvudstaden Fuzhou. Antalet invånare är 13507. Befolkningen består av 6 349 kvinnor och 7 158 män. Barn under 15 år utgör 20,0 %, vuxna 15-64 år 68 %, och äldre över 65 år 11,0 %.